# Zentrales Meldesystem für Gefahrgut und Schiffsverkehre der Bundesrepublik Deutschland
Das Zentrale Meldesystem für Gefahrgut und Schiffsverkehre der Bundesrepublik Deutschland (ZMGS) diente als Referenzsystem zum EU-SafeSeaNet. Ziel war die Verhinderung von Umweltverschmutzung und Unfällen auf See. Mit dessen Implementierung ab Juni 2015 wurde es durch das National Single Window ersetzt.

## Allgemeines
Die EU-Mitgliedsstaaten sind verpflichtet, die Sicherheit und Leichtigkeit des Schiffsverkehrs ständig zu gewährleisten. Sollte es trotz aller Sicherheitsvorkehrungen zu Havarien kommen, müssen alle relevanten Informationen für die Rettungsmaßnahmen schnell und effizient zusammengestellt werden können. Benötigt werden dann Informationen über die beteiligten Schiffe und deren Ladung – insbesondere über gefährliche Güter.
Für die Bundesrepublik Deutschland wurde diese Aufgabe vom ZMGS sichergestellt. Dazu stand den entsprechend autorisierten Nutzern ein Web-gestütztes Informationsportal zur Verfügung. Des Weiteren wurden durch das ZMGS-System alle Schiffs- und Ladungs-bezogenen Informationen des deutschen Seegebietes an EU-SSN übermittelt.

## Rechtlicher Hintergrund
Mit dem ZMGS-System wurden alle Anforderungen der Richtlinie 2002/59/EG über die Einrichtung eines gemeinschaftlichen Überwachungs- und Informationssystems für den Schiffsverkehr durch die Bundesrepublik Deutschland erfüllt. Dabei folgte diese EU-Verordnung den Vorgaben der Internationalen Seeschifffahrts-Organisation (IMO).